# Instalacja radiowa
Instalacja radiowa – zestaw urządzeń nadawczo-odbiorczych zintegrowanych anteną lub połączonych z anteną za pomocą złącza współosiowego lub fidera (kabla współosiowego). Do instalacji należą również konstrukcje wsporcze do montażu anteny.